# Spongicolidae
Spongicolidae is een familie van kreeftachtigen uit de klasse van de Malacostraca (hogere kreeftachtigen).

## Geslachten
- Engystenopus Alcock & Anderson, 1894
- Globospongicola Komai & Saito, 2006
- Microprosthema Stimpson, 1860
- Paraspongicola de Saint Laurent & Cleva, 1981
- Spongicola De Haan, 1844 [in De Haan, 1833-1850]
- Spongicoloides Hansen, 1908
- Spongiocaris Bruce & Baba, 1973